# Ilu-šūma
Ilu-šūma (Ilu-schuma, Ilu-suma) war nach der assyrischen Königsliste ein altassyrischer König von Aššur. Er war der Sohn von Šalim-aḫum, Statthalter von Assur, Sohn von Puzur-Aššur I., patesi von Aššur.
Er ist aus der assyrischen Königsliste und einer Inschrift, die im alten Ištar-Tempel in Assur gefunden wurde, bekannt. Die Inschrift auf einer Kalksteintafel berichtet, dass Aššur für Ilu-šūma, Vizekönig des Gottes Aššur (išši'ak Aššur), geliebt vom Gott Aššur und der Göttin Ištar" zwei Quellen auf dem Berg Ebih entspringen ließ, und er die Ziegel für eine neue Mauer in Assur mit dem Wasser dieser Quellen erbauen ließ. Das Wasser der einen Quelle lief hinunter zum Aušum-Tor, das Wasser der anderen zum Wertum-Tor. Weitere Fragmente dieses Textes finden sich auf Ziegelinschriften.
Ilu-šūma erbaute auch einen Tempel für seine Herrin Ištar, „für sein Leben und das Leben seiner Stadt“. Seine Inschriften überliefern ferner, dass er Kupfer reinigte (e-ru-šu-nu am-sí). Die Bedeutung ist unklar, die Interpretationen reichen von Steuererleichterungen für die Akkader bis zu einem königlichen Kupfermonopol. Außerdem schützte die Freiheit der Akkader und ihrer Nachkommen.
Eine neu-assyrische Chronik berichtet über eine Schlacht zwischen Ilu-šūma, König von Assyrien und Su-abu (Sumu-abum), was einen ersten Synchronismus mit Sumer liefert.